# Cecil Irwin
Cecil Irwin (* 7. Dezember 1902 in Evanston, Illinois; † 3. Mai 1935 in Des Moines, Iowa) war ein US-amerikanischer Jazzmusiker (Tenorsaxophon, Klarinette, Arrangement).

## Leben und Wirken
Irwin arbeitete ab 1929 in Chicago zunächst bei Carroll Dickerson, Erskine Tate, Junie Cobb und schließlich bei Earl Hines, in dessen Orchester er auch gelegentlich (neben Jimmy Mundy) als Arrangeur fungierte, wie für „Rosetta“, „Rhythm Sundae“ und „Everybody Loves My Baby“. Im Bereich des Jazz war er zwischen 1929 und 1937 an 19 Aufnahmesessions beteiligt, außer den Genannten bei Richard M. Jones, King Oliver, den Dixie Rhythm Kings (u. a. mit Shirley Clay, Omer Simeon, Hayes Alvis, Wallace Bishop), Alex Hill, und Harry Dials Blusicians. Irwin starb 1935 an den Folgen eines Verkehrsunfalls.
Sein Kollege Jimmy Mundy, mit dem Irwin Material für die Bühnenshows im Chicagoer Nachtclub Grand Terrace Ballroom vorbereitete, sagte über ihn: „Cecil was a great talent, a great writer.“

## Lexikalischer Eintrag
- Leonard Feather, Ira Gitler: The Biographical Encyclopedia of Jazz. Oxford University Press, New York 2007, ISBN 978-0-19-532000-8.